# Lengua azul
La lengua azul es una enfermedad vírica aguda del ganado ovino, caprino y bovino, transmitida por dípteros hematófagos, de presentación estacional y curso febril, caracterizada por lesiones hiperémico-hemorrágicas en mucosa bucal, pezuñas y musculatura, con desarrollo de erosiones y ulceraciones.

## Concepto
De enorme importancia clínica, por el gran deterioro físico y la larga convalecencia que provoca; y económica por las colosales pérdidas de producción y gastos de prevención y control ocasionados, es muy temida pese a ser inocua para el hombre y de sólo mediana mortalidad.

## Etiología
El agente (BTV) es un ribovirus bicatenario desnudo, del orden Reovirales, género Orbivirus. Virión icosaédrico, de 32 capsómeros y unos 70 nm; con genoma segmentado en 10 secciones.
Parcialmente resistente a disolventes orgánicos, agentes tensoactivos, frío, calor (50 °C durante 3 h), pero no resiste la putrefacción. Estable a pH entre 6 y 10, es en cambio sensible al formol.
Cultivable en líneas celulares (Vero, MS, BHK etc.), produce efecto citopático tras varios pases ciegos, con cuerpos de inclusión intracitoplasmáticos. Cultivable también en cerebro de ratón lactante, y una vez adaptado, en embrión de pollo y ratón adulto.
Existen 24 serotipos distintos, con un antígeno común (no protector) fijador de complemento.

## Epidemiología
Existe un importante reservorio animal en rumiantes africanos salvajes y domésticos, resistentes y que pueden ser portadores inaparentes; en ovinos y caprinos europeos en periodo de incubación, enfermedad o convalecencia; y en bovinos europeos, que sólo dan síntomas clínicos el 5-10% de los casos y que albergan el virus durante meses y en fase virémica lo pueden transmitir por coito y verticalmente; los embriones infectados también pueden transmitirlo mediante trasplante.
Los vectores son "beatillas" nocturnas del género Culicoides, Familia Ceratopogonidae. En España, como en todo el Sur de Europa, África y Oriente Medio, Culicoides obsoletus y Culicoides imicola, una especie termófila de origen afroasiático, frecuente en todo el sudoeste peninsular. En Australia, lo son C. fulvus, C. actoni y C. wadai; y en América, C. variipennis y C. insignis.
C. imicola cría en el estiércol y el purín vacuno; los estercoleros y fosos de purín abiertos y no movidos son excelentes criaderos, mientras los excrementos en pleno campo suelen secarse con excesiva rapidez para sustentarlo.
Son estacionales de verano-otoño, muy dependientes de la humedad (el proceso se propaga a lo largo de los cursos de agua) y de hábitos nocturnos. Aunque son malos voladores, pueden ser fácilmente transportados a largas distancias por el viento (130-200 km). En biotopos subtropicales o en determinadas zonas templadas, los adultos pueden sobrevivir durante todo el invierno.
La beatilla nunca nace infectada, se infecta al picar a un animal virémico. Una vez producida la infección, el virus se multiplica intensamente en las células de intestino y de las glándulas salivares, tras lo que permanece infectante el resto de su vida. La contagiosidad es elevada aunque solo por inoculación percutánea. Los brotes de la enfermedad se relacionan exclusivamente con la presencia de adultos activos infectantes. Estos Culicoides están presentes a lo largo de todo el año en las zonas enzoóticas, solapándose las distintas generaciones y asegurándose así la permanencia de la infección, mientras que en las zonas donde se registran brotes epizoóticos esta presencia está limitada a los meses más cálidos.
Aunque la garrapata también puede actuar como vector mecánico o biológico de la enfermedad, su importancia epidemiológica es muy escasa.
Son sensibles en orden decreciente, los ovinos, caprinos y bovinos, así como algunos rumiantes salvajes europeos y americanos, especialmente los ciervos de cola blanca.
La presentación es enzoótica en África, Oriente Medio y la India; epizoótica estacional en el Caribe, América (de Canadá a Paraguay), Japón, China y Mediterráneo Oriental; se ha aislado sin producir enfermedad en Sudeste Asiático y Australia. Europa ha estado libre un tiempo, pero ya hubo brotes en la península ibérica en 1959-60, en el 2000 se extendió desde Bulgaria por todo el Mediterráneo y reapareció en España en las Baleares; al parecer se ha acantonado en Córcega y Cerdeña, de donde ha vuelto a Menorca en octubre de 2003. En España en los últimos años (2004-2007) se han venido reproduciendo brotes cuyo origen probablemente haya sido Marruecos.
Índices de morbilidad del 14-70% en ovinos según la presentación en el área; y 5-10% en bovinos. Mortalidad 20-50%.

## Patogenia
El virus patogénico es el virus de la lengua azul del género Orbivirus  un miembro de la familia Reoviridae.  Hay 24 serotipos.  Se transmite por medio de picaduras del insecto díptero, Culicoides imicola y otras especies de este mismo género, denominadas comúnmente jejenes. Afecta a rumiantes, fundamentalmente ovejas, y en menor medida, cabras, vacas y otros rumiantes.
Tras la penetración percutánea, se produce una replicación primaria en los ganglios regionales y una posterior difusión hematógena asociada a hematíes, con viremia febril.
El BTV es vasculotropo, con localización y replicación en endotelio de vasos de la mucosa oral y nasal, corion podal, piel y musculatura. Lesiona el endotelio, produciendo trombosis y necrosis isquémicas, aumento de permeabilidad con edemas, y de fragilidad, con hemorragias.
En las hembras gestantes hay paso transplacentario, provocando abortos (infección en 1.er. tercio gestación) o malformaciones de SNC como hidranencefalia o porencefalia (en 2º tercio); los nacidos vivos (infectados en 3.er. tercio) son portadores.
Evolución frecuentemente a la curación, pero con una larguísima convalecencia. La eliminación total del virus puede retrasarse hasta los cuatro meses. Los supervivientes quedan protegidos de por vida frente al serotipo causal.

## Clínica
La clínica de esta enfermedad es variable y depende en última instancia de la virulencia de la cepa involucrada y de la especie afectada. Mientras que en algunas explotaciones no se produce ningún tipo de sintomatología o ésta es muy leve, en otras el proceso puede afectar a la mayoría del colectivo.
El período de incubación suele oscilar entre 6 y 10 días, siendo el curso habitualmente agudo o subagudo. En las ovejas el proceso comienza con fiebre oscilante de hasta 41 °C durante 2 a 12 días, con leucopenia, depresión y atonía ruminal, dolores musculares (tortícolis), y edemas cutáneos, especialmente cefálicos. También se pueden producir abortos y malformaciones fetales en las hembras gestantes.
- S. bucales: al 2º día de fiebre, se produce hiperemia de mucosa lingual y labial, con ptialismo, sialorrea y lameteo, seguido de edema y cianosis progresiva de lengua, labios, paladar y placa dentaria, y luego petequias, focos necróticos y úlceras malolientes y dolorosas, con imposibilidad de alimentarse. Estas úlceras suelen recubrirse de una costra grisácea necrótica.
- S. nasales: simultáneamente, hiperemia de mucosa nasal, con rinorrea serosa, después mucopurulenta y finalmente costrosa; edema y cianosis progresiva de ollares, párpados y orejas, y disnea obstructiva.
- S. podales: inflamación y ulceración de banda coronaria; hemorragias en corion y perioplio; lógicamente, intenso dolor y cojera.
- S. cutáneos: hiperemia, edema, cianosis, y necrosis y excoriaciones puntuales; caída del vellón.

Rápidamente se produce una intensa emaciación por inanición y destrucción muscular, que puede llevar a la muerte en 10 días o comenzar la recuperación, siempre muy lenta.
Como secuelas permanentes pueden quedar tortícolis y cojeras permanentes y bandas pigmentadas en pezuñas.
En las vacas el cuadro suele ser subclínico presentando exclusivamente ligeras alteraciones en la fórmula leucocitaria y linfocitaria sanguínea. En el caso de que haya existido una sensibilización previa con un Orbivirus puede producirse una sintomatología similar a la ovina aunque de carácter más leve. En América del Sur se ha logrado aislar e identificar serotipos presentes en el ganado, sin presentar síntomas de enfermedad
.

## Lesiones

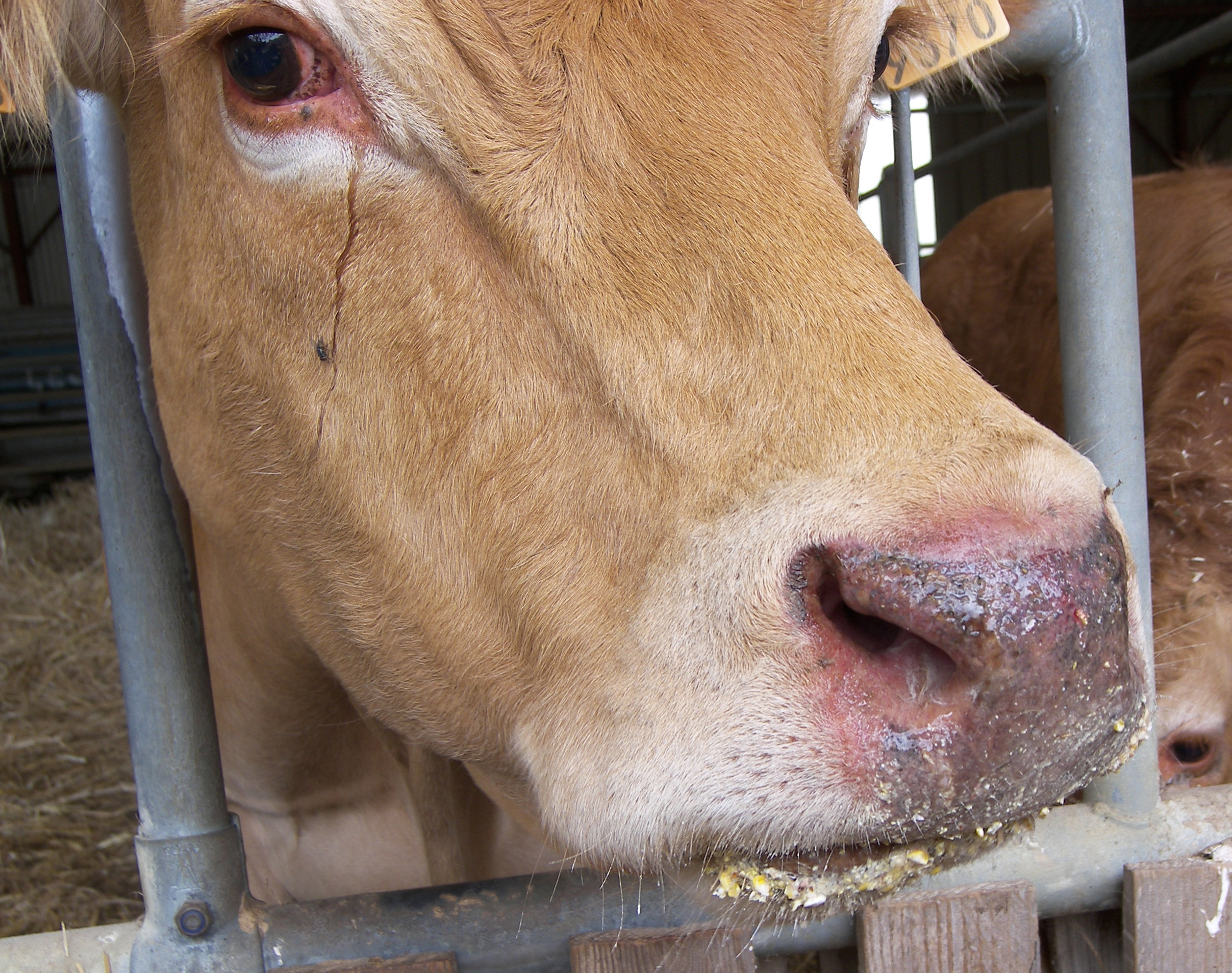
Fiebre catarral en un bovino

- Macroscópicas de trombosis, petequias y sufusiones hemorrágicas, acompañadas de edemas y cianosis, y de necrosis y ulceración, en epitelios, pezuñas y rodete coronario, musculatura (donde son a menudo seguidas de fibrosis o calcificación), y especialmente visibles en base de la arteria pulmonar (se considera patognomónico). Es también frecuente la presencia de un exudado gelatinoso y amarillento en las fascias de los músculos esqueléticos.
- Microscópicamente se hace evidente la vacuolización y necrosis del endotelio vascular, con trombosis, edemas y hemorragias, e infiltración neutrofílica y mononuclear.

## Diagnóstico
- Clínico-epizootiológico-lesional: basado en presencia y actividad de vectores, estacionalidad, exposición nocturna, aparición brusca y propagación a saltos, siguiendo los cursos de agua, afectación casi exclusiva de ovinos, clínica y lesiones características. Habría que establecer un diagnóstico diferencial respecto a la fotosensibilización a diversas plantas, glosopeda, estomatitis vesicular, diarrea vírica bovina, fiebre catarral maligna, rinotraqueitis infecciosa bovina, parainfluenza 3, ectima contagioso y actinobacilosis.
- Virológico: por aislamiento a partir de sangre, en ratón lactante, cultivo celular o huevo embrionado, seguido de identificación por FC y tipificación por HA-IHA y precipitación en Agar gel. Existen técnicas PCR específicas.
- Serológico: FC, ELISA, neutralización.

## Lucha
En países exentos, la lucha se basa en medidas preventivas higiénico sanitarias, y fundamentalmente evitar la entrada de portadores virémicos.
Cuando penetra, o en condiciones enzoóticas, la prevención se basa en profilaxis vacunal, con los serotipos más probables; se utilizan ampliamente vacunas atenuadas, preferiblemente durante la época sin vectores, para evitar la difusión del virus vacunal y las recombinaciones; y en medidas higiénico-sanitarias de protección frente a los vectores.
El control mediante tratamiento depende de medidas de apoyo y tratamiento sintomático, y la erradicación, de la eliminación de vectores. La cobertura y agitación, o el tratamiento insecticida, de los purines y de los locales en las explotaciones intensivas y semiintensivas limita la población de Culicoides. El encerrar el ganado por las noches reduce enormemente el riesgo de infección y transmisión.

## Pruebas serológicas para detectar anticuerpos
1. Prueba de fijación modificada del complemento directo.
2. Prueba de inmunodifusión en gel de agar.
3. Prueba específica de ELISA.
4. Prueba seroneutralizada en reducción de placas (identifica serotipos).
5. Prueba de anticuerpos fluorescentes.
6. Prueba de hemólisis en gel (para diferenciar enfermedad hemorrágica).

Los ensayos con la prueba ELISA específica comienzan en 1995. De 1,51 sueros bovinos aislados, 95 % resultaron positivos a lengua azul.

## Enfermedades vinculadas
La Peste equina africana es causada por un orbivirus similar al de la lengua azul, que afecta a equinos. Es transmitida por el mismo tipo de vector (Insecta; Diptera; Ceratopogonidae, Culicoides, comúnmente conocidos como jejenes).  Puede matar al 90 % de los caballos que infecta.